# Övre Barnöstjärnen
Övre Barnöstjärnen är en sjö i Dorotea kommun i Lappland och ingår i Ångermanälvens huvudavrinningsområde.